# コルセア (潜水艦)
| 画像をアップロード |                                       |
| 艦歴               |                                       |
| 発注               |                                       |
| 起工               |                                       |
| 進水               | 1946年5月3日                          |
| 就役               | 1946年11月8日                         |
| 退役               | 1963年2月1日                          |
| その後             | スクラップとして廃棄                  |
| 除籍               |                                       |
| 性能諸元           |                                       |
| 排水量             | 1,570トン                             |
| 全長               | 311 ft 9 in (95 m)                    |
| 全幅               | 27 ft 3 in (8.3 m)                    |
| 吃水               | 15 ft 3 in (4.6 m)                    |
| 機関               |                                       |
| 最大速             | 20ノット (37 km/h)                    |
| 乗員               | 士官、兵員76名                        |
| 兵装               | 5インチ砲1門、 21インチ魚雷発射管10門 |

コルセア (USS Corsair, SS-435) は、アメリカ海軍の潜水艦。テンチ級潜水艦の一隻。艦名の原義は海賊または私掠船を指す。カリフォルニア海域に生息する複数種のメバル科は通称としてCorsairと呼ばれるものがある。その名を持つ艦としては2隻目。

## 艦歴
コルセアはコネチカット州グロトンのジェネラル・ダイナミクス、エレクトリック・ボート社で起工する。1946年5月3日にO・M・ハストヴェット夫人によって命名、進水し、1946年11月8日に艦長A・S・ファーマン中佐の指揮下就役、大西洋艦隊に合流した。
公試でハバナ、パナマ、トリニダード、リオデジャネイロを訪問した後、コルセアは第8潜水戦隊に配属されコネチカット州ニューロンドンを拠点として活動、訓練に従事した。1947年6月にエレクトリック・ボートで新型の聴音装置が装着される。1947年7月31日に掃海艇チウィンク (USS Chewink, AM-39) をニューロンドン沖で魚雷発射テストにより海没処分した。
コルセアは1947年11月15日からニューロンドンの潜水艦学校での任務に就き、カリブ海への巡航を何度か行う。1949年4月に第2潜水艦開発部隊に配属される。7月18日に部隊と共にニューロンドンを出航し、北アイルランド、イギリスのポーツマス、北極海へと向かう。8月26日に僚艦のコチーノ (USS Cochino, SS-345) がバッテリーの爆発事故で沈没し、コチーノの乗組員は悪天候の中タスク (USS Tusk, SS-426) によって救出された。部隊はニューブランズウィック州のセントジョンに寄港し、2名が病院に運ばれた。コルセアは9月15日にニューロンドンに帰還し、部隊と共に沿岸での作戦活動を継続した。部隊の任務にはポーツマスの音響研究所の実験、大規模潜水艦演習、1952年10月27日から11月24日までの北海での活動が含まれた。この間に部隊はアイスランドのレイキャビクを訪問している。
コルセアは1954年3月に開発部隊の任務を離れ、「限定就役」状態に入る。ニューロンドン沖での活動を継続し、潜水艦学校の訓練を行った。また、予備役訓練巡航を行い、カリブ海での訓練、グアンタナモ湾での艦隊訓練グループとの作戦活動を行った。1959年の夏にはインランド・シー作戦に参加し、新たに開通したセントローレンス海路を通過し、開通記念式典に参加した。その後ニューロンドンからの作戦活動を再開した。
コルセアは1963年2月1日に退役し、同年スクラップとして廃棄された。